# Sen Sōshitsu XV.

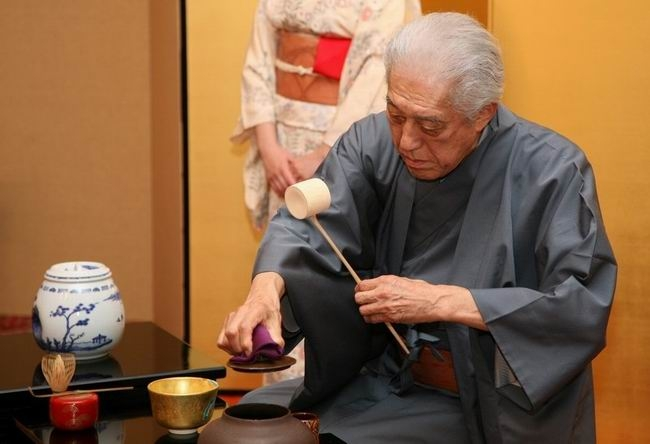
Sen Sōshitsu, 2007

Sen Sōshitsu XV. (japanisch 千 宗室; im Ruhestand: Sen Genshitsu (千 玄室), * 19. April 1923 in Kyōto; † 14. August 2025) war ein bedeutendes, international bekanntes Oberhaupt der japanischen Teezeremonie-Schule Ura-Senke.

## Leben und Wirken
Sen Sōshitsu wurde als ältester Sohn von Sen Sōshitsu XIV. (1893–1964) geboren. Nach Beginn eines Studiums an der Dōshisha-Universität wurde er im Oktober 1943 gemustert und zwei Monate später zum Wehrdienst bei den Marinefliegern in Tsuchiura eingezogen. Nach seinem Abschluss an der Wirtschaftsfakultät im Jahr 1946 studierte er Ästhetik an der University of Hawaiʻi und promovierte in Geisteswissenschaften. 1949 beendete er das Studium der Zen-Meditation im Tempel Daitoku-ji in der Stadt Kyōto. Er erhielt den Titel „Hōunsai Genshūsō kōkoji“ (鵬雲斎 玄秀宗 興居士) und wurde Oberpriester vom Koshinan (虚心庵). 1964 folgte er seinem Vater Sōshitsu XIV. nach dessen Tod als Oberhaupt der Tee-Schule nach.
An seinem Geburtstag hielt er jährlich eine spezielle Teezeremonie im Nishinomiya-Schrein ab.
Seit seiner ersten Reise in die Vereinigten Staaten im Jahr 1951 besuchte Sen Sōshitsu mehr als 50 Länder. Er wurde von der französischen Regierung mit dem Commandeur de la Légion d’Honneur ausgezeichnet und erhielt weitere Auszeichnungen aus Brasilien, Deutschland, Italien und Finnland.
Sen Sōshitsu wurde 1989 als Person mit besonderen kulturellen Verdiensten geehrt und 1997 als erster Teemeister mit dem japanischen Kulturorden ausgezeichnet. Er war Autor zahlreicher Bücher, darunter „The Spirit of Tea“ (茶の精神, Cha no seishin), „The Truth of Tea“ (茶の真諦, Cha no shintei) und „The History of Tea and the Historical Significance and Development of our tea ceremony“ (茶経とわが茶道の歴史的意義とその展開, Chakyō to waga chadō no rekishi-teki igi to sono tenkai).
Im Jahr 2002 gab Sen Sōshitsu im Alter von 79 Jahren die Leitung der Tee-Schule an seinen Sohn ab. Statt wie üblich den Namen Sōshitsu bis zum Lebensende beizubehalten, nannte er sich seitdem Genshitsu.
Zum UN-Goodwill-Botschafter wurde er 2012 berufen. Er stand zugleich der U.N. Association of Japan (日本国際連合協会) vor.
Seit er 80 Jahre alt war, wurde er im zweijährigen Turnus, beginnend 2003, als Präsident des japanischen Reitsportverbandes (Japan Equestrian Federation) wiedergewählt, zuletzt 2025 im Alter von 102 Jahren,  obwohl die Statuten des Verbandes ein Höchstalter von 70 Jahren vorschreiben und maximal fünf Amtszeiten erlauben. Für ihn machte man als „unverzichtbare Persönlichkeit“ von einer Ausnahmeregel Gebrauch.